# کلم چینی

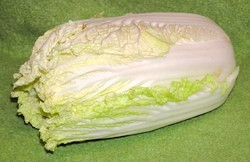
Brassica rapa subsp. pekinensis

کلم چینی (کلم راپا، زیرگونه pekinensis و کینانسیس) می‌تواند به دو گروه رقمی کشاورزی از سبزیجات برگ چینی اشاره کند که اغلب در غذاهای چینی به کار می‌رود: گروه کلم نپا و گروه کلم‌برگ چینی.
هر دو رقم این سبزیجات زیرگونه شلغم هستند و از همان گونه‌های غذاهای اصلی غربی مانند کلم، کلم بروکلی و گل کلم می‌باشند. هر دو گونه دارای تنوع زیادی در نام، شکل نوشتن و طبقه‌بندی علمی، به خصوص ارقام مختلف کلم‌برگ چینی می‌باشند.

## تاریخ
منطقه اصلی کشت کلم چینی به منطقه دلتای رودخانه یانگ‌تسه بر می‌گردد، اما لی شیژن طبیعت‌شناس دودمان مینگ با افزایش آگاهی دربارهٔ فواید دارویی این گیاه آن را رواج داد. نوع کاشته‌شده در چجیانگ حدوداً در قرن چهاردهم میلادی به شمال آورده شد و برداشت کاهوی چینی به سرعت به جنوب نیز گسترش پیدا کرد. سپس این محصولات در امتداد آبراه بزرگ چین به جنوب به هانگژو برده و از طریق دریا تا جنوب گوانگدونگ صادر می‌شدند.

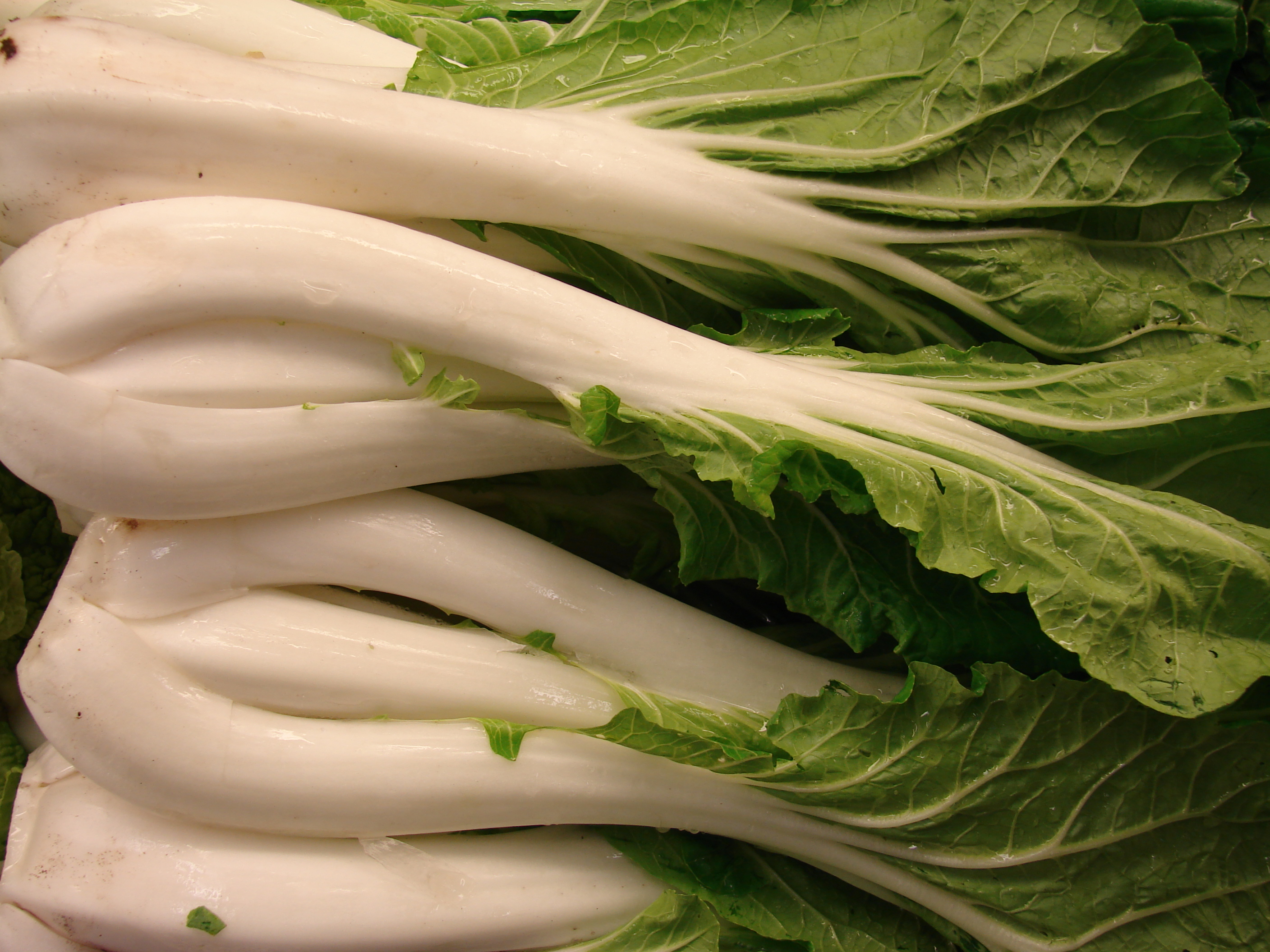
کلم‌برگ چینی

## جستارهای بیرونی
- اطلاعات طبقه‌بندی چند زبانه از دانشگاه ملبورن